# Frère Cadfael
Pour l'adaptation, voir Cadfael (série télévisée).
Frère Cadfael /ˈkad.vail/ (de son vrai nom Cadfael ap Meilyr ap Dafydd) est un personnage de fiction, moine bénédictin gallois et ancien croisé vivant au Moyen Âge, héros de vingt romans policiers et de trois nouvelles policières britanniques écrits par Ellis Peters (de son vrai nom Edith Pargeter) entre 1977 et 1994.

## Le personnage
Frère Cadfael est entré dans les ordres à son retour de croisade, à un âge déjà avancé pour l'époque (plus de 40 ans). Il exerce la fonction d'herboriste au sein de l'abbaye et fait également office de médecin, grâce à sa longue expérience des blessures de guerre, expérience qui lui a également permis de ramener, au sein de son herbarium, des plantes inconnues alors en Angleterre, tel le pavot.
Sa longue expérience du siècle lui fait interpréter de façon assez personnelle la règle de saint Benoît. Cela provoque chez ses coreligionnaires admiration, curiosité, peur ou jalousie, mais aussi, chez certains, de la confiance. Cela lui vaut entre autres régulièrement les foudres du prieur de l'abbaye Robert (en) (et de son assistant Frère Jérôme), mais aussi la totale confiance de l'abbé Radulphe, qui lui accorde bien souvent le droit de manquer les offices religieux pour les besoins d'une enquête. L'abbé du monastère est en effet, comme Frère Cadfael lui-même, fortement imprégné du sens de la justice.
Ses alliés principaux sont Hugh Beringar, shérif du comté du Shropshire, ainsi que ses différents assistants, qui changent au fil des romans.
Devenu moine sur le tard, Frère Cadfael n'a pas été sans rencontrer de femmes. L'une d'elles lui a même donné un fils, Olivier de Bretagne, qu'il rencontrera par hasard dans trois de ses aventures.
Le personnage de moine détective n'est pas sans faire penser à un confrère Guillaume de Baskerville dans l'œuvre Le Nom de la rose d'Umberto Eco.

## Cadre historique et géographique
Frère Cadfael vit aux temps troublés de la guerre civile entre Étienne de Blois et Mathilde l'Impératrice pour le trône d'Angleterre au XIIe siècle. Son meilleur ami et confident, Hugh Beringar, est un partisan d'Étienne, mais Cadfael aide indifféremment les alliés de l'un ou l'autre camp.
L'abbaye de Shrewsbury existe réellement, sous le nom de l'abbaye de saint-Pierre et saint-Paul. La ville de Shrewsbury est située dans le comté du Shropshire, à la frontière du pays de Galles. Frère Cadfael est d'ailleurs gallois lui-même (originaire de Trefriw plus précisément, et il parle donc gallois couramment), ce qui joue un rôle parfois important dans certains romans. 
L'abbaye est également réellement la demeure des reliques de Sainte Winifred. Edith Pargeter donne une interprétation assez originale de cette histoire dans Trafic de reliques.

## Enquêtes de frère Cadfael

### Romans
1. Trafic de reliques (A Morbid Taste for Bones) (paru en 1977) (l'épisode se passe en 1137)
2. Un cadavre de trop (One Corpse Too Many) (paru en 1979) (l'épisode se passe en août 1138)
3. Le Capuchon du moine (Monk's Hood) (paru en 1980) (l'épisode se passe en décembre 1138)
4. La Foire de Saint-Pierre (Saint Peter's Fair) (paru en 1981) (l'épisode se passe en juillet 1139)
5. Le Lépreux de Saint-Gilles (The Leper of Saint Giles) (paru en 1981) (l'épisode se passe en octobre 1139)
6. La Vierge dans la glace (The Virgin in the Ice) (paru en 1982) (l'épisode se passe en novembre 1139)
7. Le Moineau du sanctuaire (The Sanctuary Sparrow) (paru en 1983) (l'épisode se passe au printemps 1140)
8. L'Apprenti du diable (The Devil's Novice) (paru en 1983) (l'épisode se passe en septembre 1140)
9. La Rançon du mort (Dead Man's Ransom) (paru en 1984) (l'épisode se passe en février 1141)
10. Le Pèlerin de la haine (The Pilgrim of Hate) (paru en 1984) (l'épisode se passe en mai 1141)
11. Un insondable mystère (An Excellent Mystery) (paru en 1985) (l'épisode se passe en août 1141)
12. Les Ailes du corbeau (The Raven in the Foregate) (paru en 1986) (l'épisode se passe en décembre 1141)
13. Une rose pour loyer (The Rose Rent) (paru en 1986) (l'épisode se passe en juin 1142)
14. L'Ermite de la forêt d'Eyton (The Hermit of Eyton Forest) (paru en 1988) (l'épisode se passe en octobre 1142)
15. La Confession de frère Haluin (The Confession of Brother Haluin) (paru en 1988) (l'épisode se passe en décembre 1142)
16. L'Hérétique et son commis (The Heretic's Apprentice) (paru en 1990) (l'épisode se passe en juin 1143)
17. Le Champ du potier (The Potter's Field) (paru en 1990) (l'épisode se passe en août 1143)
18. L'été des Danois (The Summer of the Danes) (paru en 1991) (l'épisode se passe en avril 1144)
19. Le Voleur de Dieu (The Holy Thief) (paru en 1992) (l'épisode se passe en août 1144)
20. Frère Cadfael fait pénitence (Brother Cadfael's Penance) (paru en 1994) (l'épisode se passe en novembre 1145)

### Nouvelles
- Un bénédictin pas ordinaire (A Rare Benedictine) (paru en 1988) réunit :
  - « Une lumière sur la route de Woodstock » (« A Light on the Road to Woodstock ») (l'épisode se passe à l'automne 1120)
  - « Le Prix de la lumière » (« The Price of Light ») (l'épisode se passe à la Noël 1135)
  - « Témoin oculaire » (« Eye Witness ») (l'épisode se passe en 1139 ?)